# Distretto di Kilosa
Il distretto di Kilosa è un distretto della Tanzania situato nella regione di Morogoro. È suddiviso in 35 circoscrizioni (wards) e conta una popolazione di 438 175 abitanti (censimento 2012). 
Lista delle circoscrizioni:
- Berega
- Chanzulu
- Dumila
- Kasiki
- Kidete
- Kidodi
- Kilangali
- Kimamba A
- Kimamba B
- Kisanga
- Kitete
- Lumbiji
- Lumuma
- Mabula
- Mabwerebwere
- Madoto
- Magole
- Magomeni
- Magubike
- Maguha
- Malolo
- Mamboya
- Masanze
- Mbumi
- Mikumi
- Mkwatani
- Msowero
- Ruaha
- Rudewa
- Ruhembe
- Tindiga
- Ulaya
- Uleling'ombe
- Vidunda
- Zombo